# Rafael
Rafael Sanzio (em italiano:  Raffaello Sanzio; Urbino, 6 de abril de 1483 — Roma, 6 de abril de 1520), frequentemente referido apenas como Rafael, foi um mestre da pintura e da arquitetura da escola de Florença durante o Renascimento italiano, celebrado pela perfeição e suavidade de suas obras. Segundo historiadores e mestres da arte, o mais adequado é chamá-lo de Raffaello Santi, já que Sanzio fazia referência apenas ao seu local de nascimento e Santi era o sobrenome de seu pai, Giovanni Santi, nascido em Lucca, na Toscana. Junto com Michelangelo e Leonardo da Vinci forma a tríade de grandes mestres do Alto Renascimento.
Urbino era então capital do ducado do mesmo nome e seu pai, Giovanni Santi, pintor de poucos méritos mas homem culto e bem relacionado na corte do duque Federico da Montefeltro. Transmitiu ao filho, de precoce talento, o amor pela pintura e as primeiras lições do ofício. O duque, personificação do ideal renascentista do príncipe culto, encorajara todas as formas artísticas e transformara Urbino em centro cultural, a que foram atraídos homens como Donato Bramante, Piero della Francesca e Leon Battista Alberti.

## Biografia

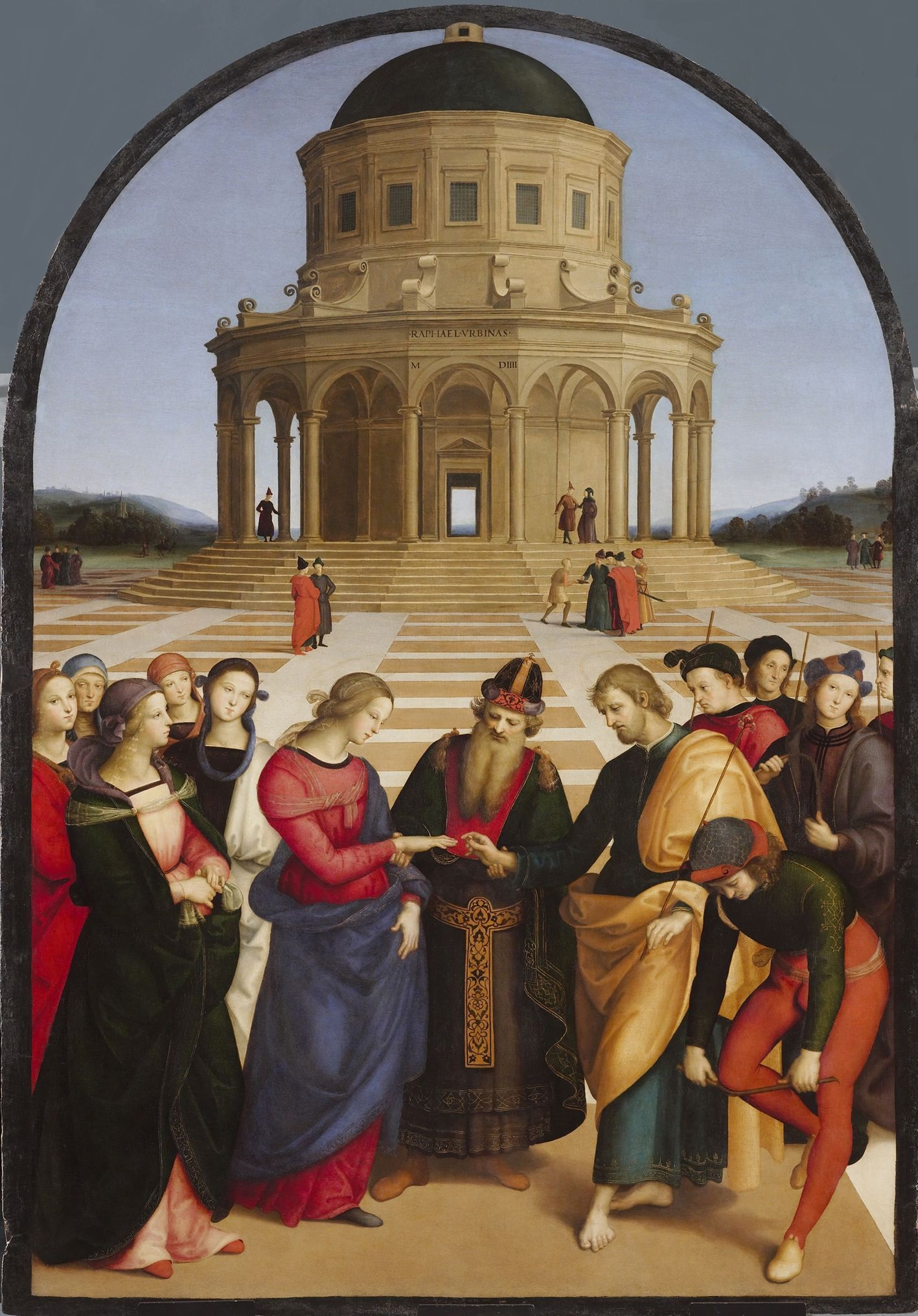
Casamento da Virgem (1504),
Pinacoteca de Brera, Milão

Rafael era filho de Giovanni Santi, poeta (escreveu uma Crônica famosa em rima) e também pintor para a corte de Mântua. Quando o nascimento de Rafael, ele dirigia um famoso estúdio em Urbino. Giovanni ensinou seu filho a pintar e o introduziu à corte humanista de Urbino, que, ao final do século XV, havia se tornado um dos mais ativos centros culturais da Itália, sob a regência de Federico da Montefeltro, falecido sete meses antes do nascimento de Rafael. Lá, Rafael pode conhecer os trabalhos de Paolo Uccello, Luca Signorelli, e Melozzo da Forlì. Precoce, aos dezessete anos (em 1500) Rafael já era considerado um mestre.
De acordo com Giorgio Vasari, Rafael foi levado pelo pai aos onze anos para ser aprendiz de Pietro Perugino, em Perúgia, mas esta informação é discutida por algumas autoridades no assunto. É de consenso geral que Rafael estava na Úmbria a partir de 1492, ano do falecimento de seu pai.[carece de fontes?] Com Perugino, Rafael aprendeu a técnica do afresco ou pintura mural.
Em sua primeira obra de realce, o Casamento da Virgem (1504), a influência de Perugino evidencia-se na perspectiva e na relação proporcional entre as figuras, de um doce lirismo, e a arquitetura. A disposição das figuras é, no entanto, mais informal e animada que a do mestre.

### Siena e Florença

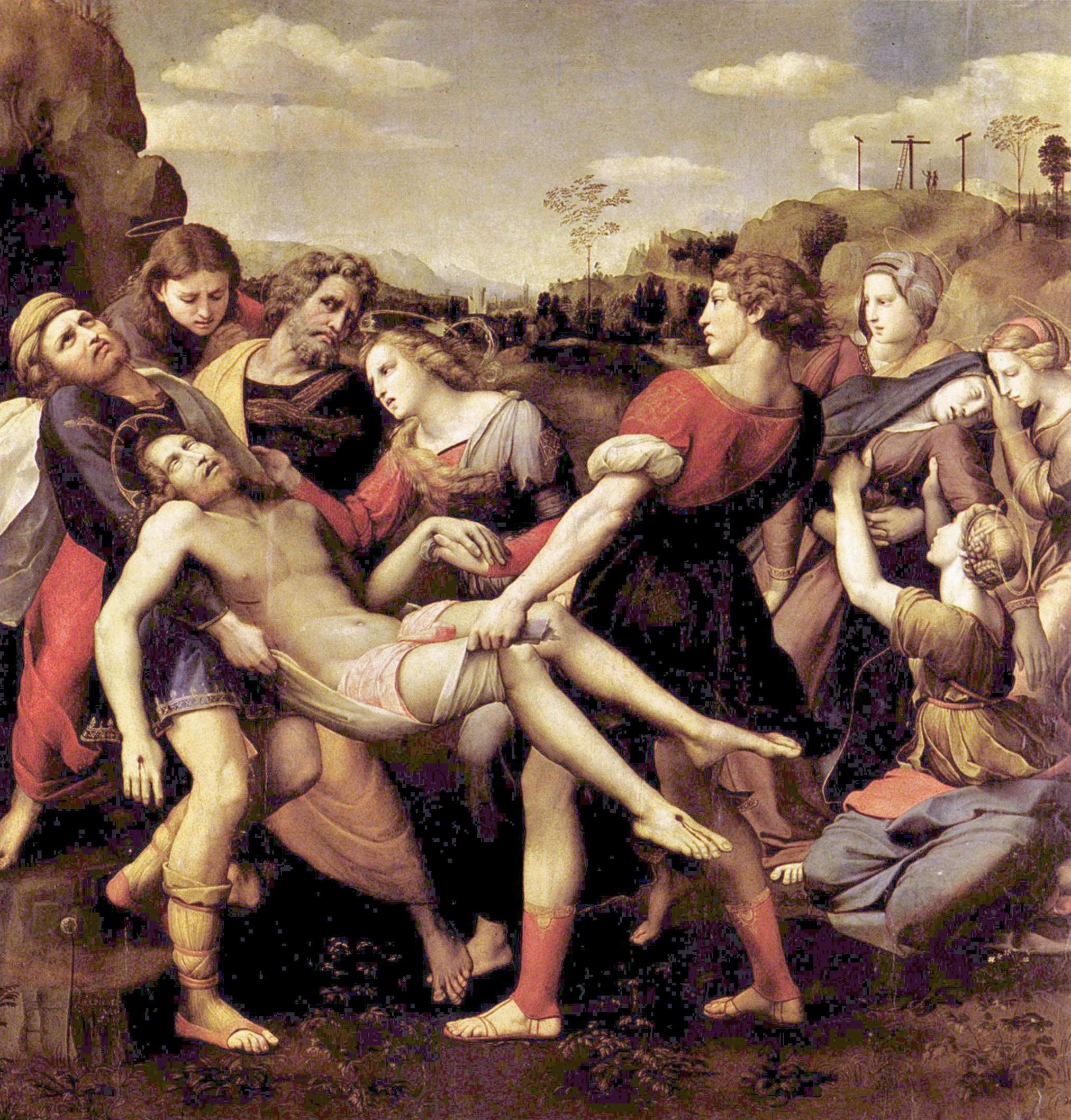
Deposição da Cruz,
Galleria Borghese, 1507, Roma

Em 1504, Rafael se mudou para Siena com o pintor Pinturicchio, a quem ele tinha fornecido desenhos para os afrescos da Biblioteca Picolomini. De lá foi para Florença atraído pelos trabalhos que estavam sendo realizados, no Palazzo della Signoria, por Leonardo da Vinci e Michelangelo. Viveu na cidade nos quatro anos seguintes, viajando a outras cidades ocasionalmente. Em 1507, uma nobre de Perugia lhe encomendou uma "Deposição de Cristo", hoje exposta na Galleria Borghese, em Roma.
Sob a influência sobretudo da obra de Da Vinci, absorveu a estética renascentista e executou diversas madonas, entre as quais a Madona Esterházy e A Bela Jardineira. Fez uso das grandes inovações introduzidas na pintura do Renascimento, e de Da Vinci a partir de 1480: o chiaroscuro ("claro-escuro"), contraste de luz e sombra que empregou com moderação, e o sfumato (esfumado), sombreado levemente esbatido, em vez de traços, para delinear as formas.
A influência de Michelangelo, patente na Pietà e na Madona do Baldaquino, consistiu sobretudo na exploração das possibilidades expressivas da anatomia humana.
Em Florença, Rafael tornou-se amigo de vários pintores locais, destacando-se Fra Bartolommeo, um proponente do idealismo renascentista. A influência de Fra Bartolomeo o levou a abandonar o estilo suave e gracioso de Pietro Perugino e abraçar a grandiosidade e formas mais poderosas. Entretanto, a maior influência sobre a obra de Rafael durante seu período florentino veio de Leonardo da Vinci e suas composições, figuras e gestuais, bem como suas técnicas inovadoras como o chiaroscuro e o sfumato.

### Roma

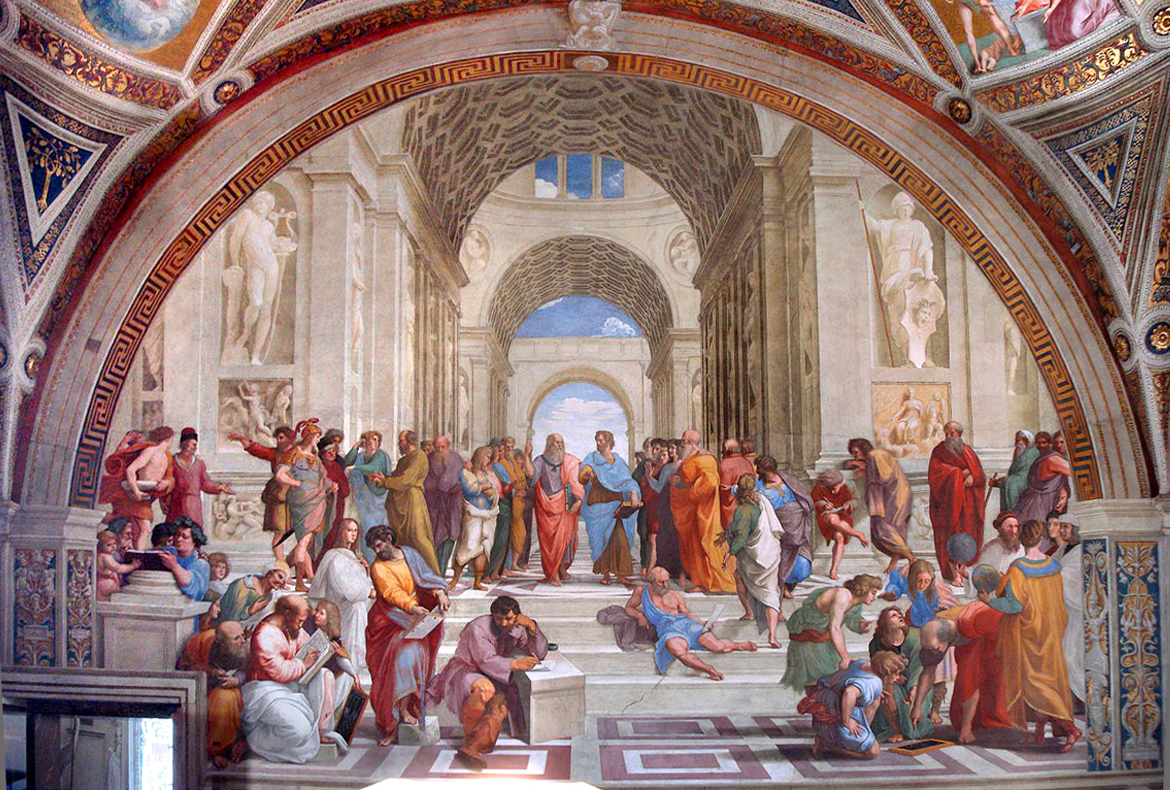
Escola de Atenas, 1509
Stanza della Segnatura
Museus Vaticanos

Na segunda metade de 1508, o papa Júlio II, encorajado por Donato Bramante, amigo e parente distante de Rafael e arquiteto do Vaticano, contratou os serviços do pintor. Aos 25 anos, Rafael ainda estava forjando seu estilo. Contudo logo conquistou a fama e os favores do papa. Ele começou a ser chamado de o Príncipe dos Pintores. Nos 12 anos seguintes, Rafael nunca deixou Roma, que passou a ser sua segunda nação. Trabalhou principalmente para Júlio II e seu sucessor, Leão X (filho de Lourenço de Médici). Ao final do ano de 1508, ele começou a decoração dos apartamentos de Júlio no Vaticano, os quais, na visão do papa, eram destinados a glorificar  o poder da Igreja Romana através da justificação do humanismo e do neoplatonismo. Uma série de obras-primas, como a Disputa (ou Discussão do Santíssimo Sacramento) e a Escola de Atenas, pintados na Stanza della Segnatura, o tornou o artista mais procurado da cidade.
Nos doze anos em que permaneceu nessa cidade incumbiu-se de numerosos projetos de envergadura, nos quais deu mostras de uma imaginação variada e fértil. Dos afrescos do Vaticano, os mais importantes são a "Disputa" (ou "Discussão do Santíssimo Sacramento") e a "Escola de Atenas", ambos pintados na Stanza della Segnatura. O primeiro, que mostra uma visão celestial de Deus, seus profetas e apóstolos a encimar um conjunto de representantes da igreja, equipara a vitória do catolicismo à afirmação da verdade. Já a "Escola de Atenas" é uma alegoria complexa do conhecimento filosófico profano. Mostra um grupo de filósofos de várias épocas históricas ao redor de Aristóteles e Platão, ilustrando a continuidade histórica do pensamento platônico.
Após a morte de Júlio II, em 1513, a decoração dos aposentos pontifícios prosseguiu sob o novo papa, Leão X, até 1517. Apesar da grandiosidade do empreendimento, cujas últimas partes foram deixadas principalmente por conta de seus discípulos, Rafael, que então se tornara o pintor da moda, assumiu ao mesmo tempo numerosas outras tarefas: criou retratos, altares, cartões para tapeçarias - os chamados Cartões de Rafael, cenários teatrais e projetos arquitetônicos de construções profanas e igrejas como a de Sant'Eligio degli Orefici. Tamanho era seu prestígio que, segundo o biógrafo Giorgio Vasari, Leão X chegou a pensar em fazê-lo cardeal.

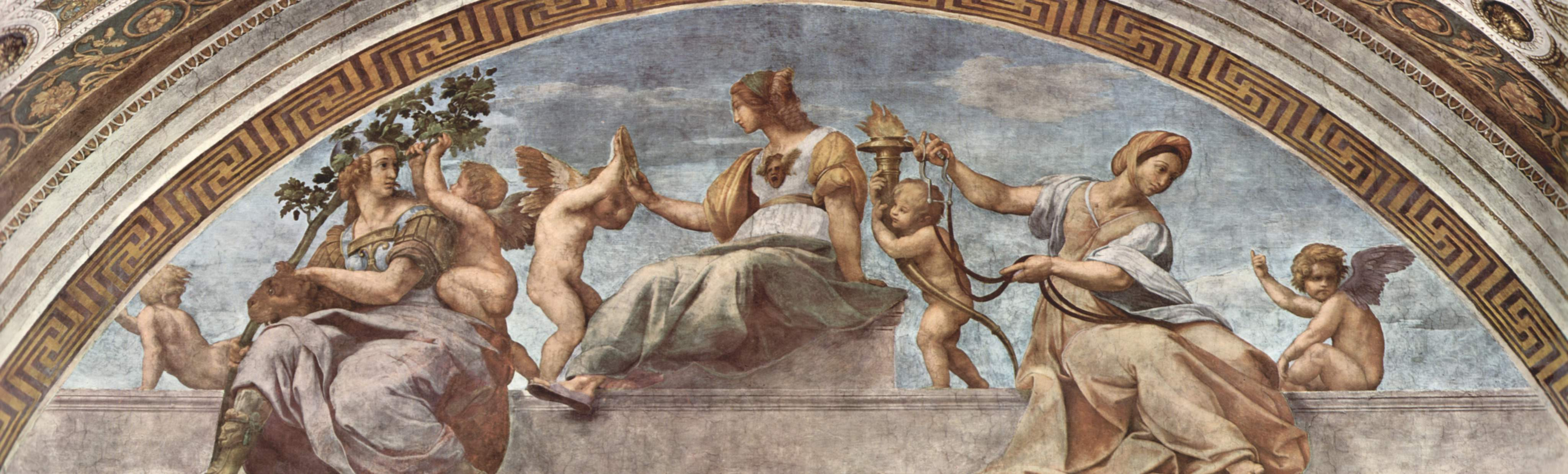
Allegoria della virtù, Stanza della Segnatura
Afresco nos Museus Vaticanos

Rafael continuou o trabalho nos quartos até 1513, sob o governo de Leão X, mas deixou as últimas seções quase que inteiramente sob cuidado de seus pupilos. Nesse meio tempo, ele realizou outras tarefas como decorações sacras e seculares para vários prédios, retratos, altares,  design para pratos e até trabalhos cenográficos.

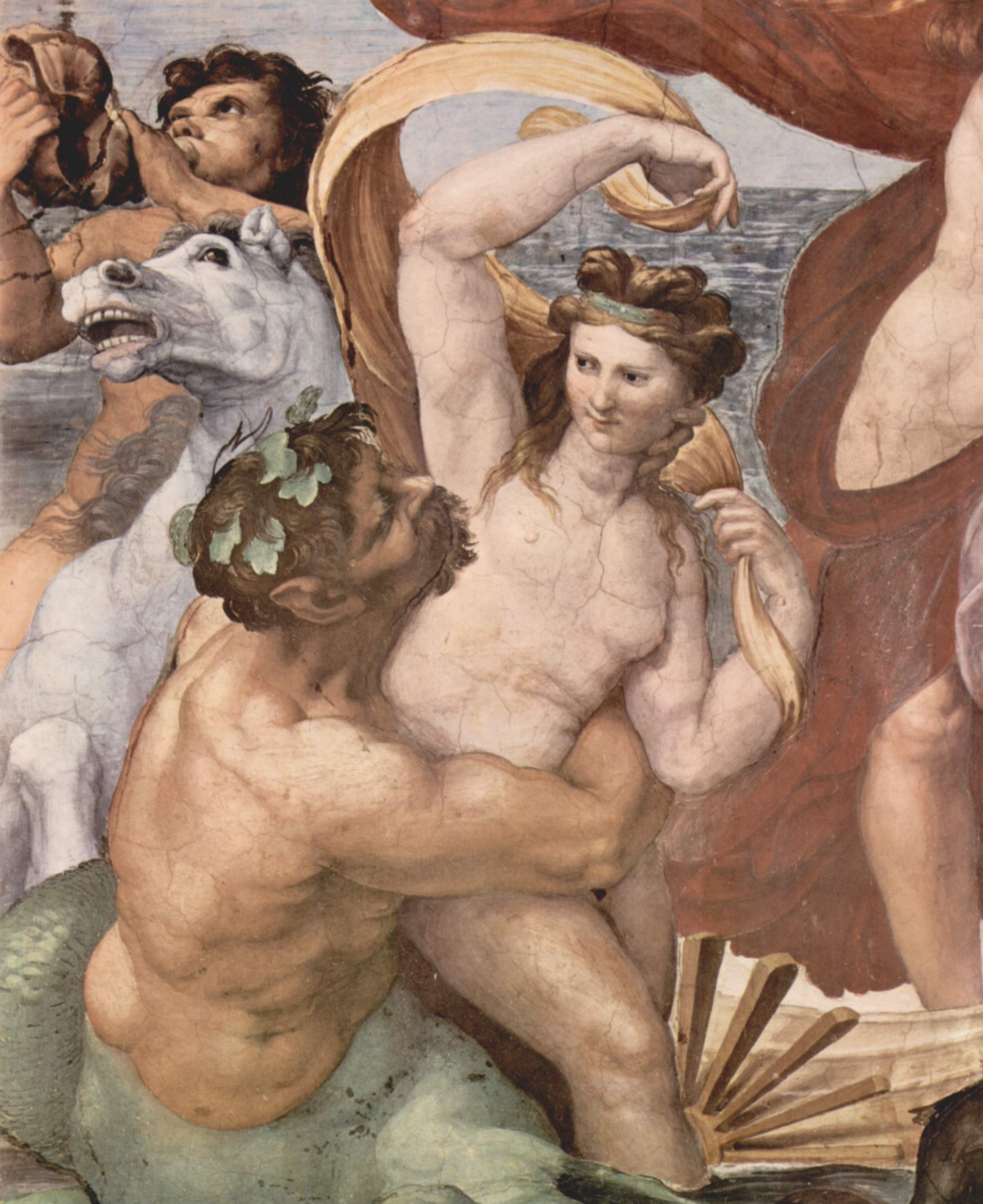
Trionfo di Galatea (detalhe)
Villa Farnesina

Alguns de seus trabalhos mais famosos desse período nasceram da amizade com que mantinha com um rico banqueiro de Siena, Agostino C'higi, que lhe encomendou o afresco de Galateia para sua Villa Farnesina e as Sibilas na igreja de Santa Maria della Pace, junto com o projeto e a decoração da Capela de Chigi na igreja de Santa Maria del Popolo, em 1513.
Em 1514, com a morte de Bramante, Rafael foi nomeado para suceder-lhe como arquiteto do Vaticano e assumiu as obras em curso na Basílica de São Pedro, onde substituiu a planta em cruz grega, ou radial, por outra mais simples, em cruz latina, ou longitudinal. Sucedeu também a Bramante na decoração das loggias (galerias) do Vaticano, aí realizando composições de lírica simplicidade que pareciam contrabalançar a aterradora grandeza da capela Sistina pintada por Michelangelo.

### Pesquisador
Competente pesquisador interessado na Antiguidade Clássica, Rafael foi designado, em 1515, para supervisionar a preservação de preciosas inscrições latinas em mármore. Dois anos depois, foi nomeado encarregado geral de todas as antiguidades romanas, para o que executou um mapa arqueológico da cidade. Fez um exame detalhado da estrutura e dos elementos arquitetônicos do Panteão, como ninguém havia feito até aquele momento. Sua última obra, a "Transfiguração", encomendada em 1517, desvia-se da serenidade típica de seu estilo para prefigurar coordenadas do novo mundo turbulento—o da expressão barroca.
Em consequência da profundidade filosófica de muitos de seus trabalhos, a reputação de humanista e pensador neoplatônico de Rafael implantou-se em Roma. Entre seus amigos havia respeitados homens, como Castiglione e Pietro Aretino, além de muitos artistas. Em 1519, ele projetou os cenários para a comédia I suppositi, de Ludovico Ariosto. Coberto de honrarias, Rafael morreu em Roma em 6 de abril de 1520.

### Arquitetura
O primeiro trabalho arquitetônico conquistado por Rafael foi a posição de arquiteto da nova Basílica de São Pedro, cuja construção começou em 1506. A posição havia sido vagada pela morte de Bramante em 1514. Rafael mudou a planta de um desenho de inspiração grega para um design longitudinal. Contudo este projeto foi modificado novamente após sua morte.
Dois anos depois ele projetou as linhas da importante Villa Madama em Roma. Construída para o papa, era uma imitação das villas que existiam por toda a Roma clássica e cuja descrição Rafael encontrou nos textos de Plínio, o Velho.
Villa Madona – a mais antiga, foi projecto inacabado de Rafael, onde repete com muito cuidado aquilo que vinha descrito nos textos. O projecto original era majestoso e complexo, envolvendo uma ampla extensão de terreno que seria necessário graduar com uma sucessão de terraços, perspectivas renascentistas e jardins à italiana até o rio Tibre. Para a realização dos respectivos contrafortes também foi pedida a colaboração de Antonio da Sangallo, conhecido pelas suas capacidades técnicas nas fortificações.

### Política
O prestígio de Rafael até mesmo deu a sua obra um papel na criação e fortalecimento de alianças políticas, como no caso de trabalhos hoje em dia expostos no Museu do Louvre, que foram enviados à corte francesa, e o retrato de Lourenço de Médici para o partido florentino.
Rafael nunca se casou, ainda que algumas fontes afirmem que em 1514 ele estava noivo de Maria Bibbiena, sobrinha de um cardeal, mas o noivado terminou devido à morte prematura da jovem.
Diz a lenda que seu grande amor foi "Fornarina" (padeirinha), mas sua existência jamais foi confirmada. Segundo Vasari, a morte prematura de Rafael foi causada por excesso de amor.

### Últimos anos

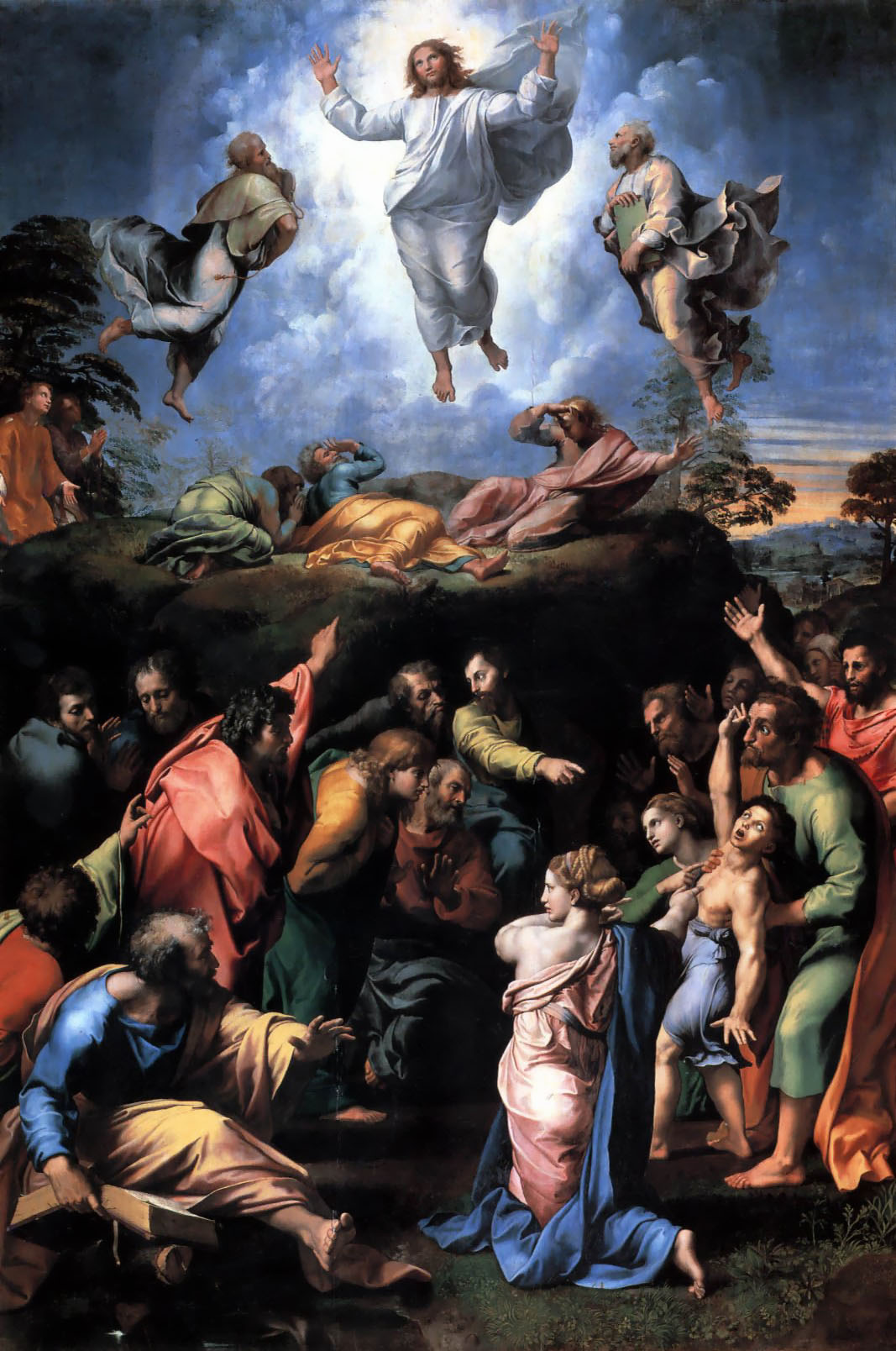
Transfiguração
1518-1520, Museus Vaticanos

A morte precoce de Rafael, no dia em que completava 37 anos, reforçou a aura mística que rodeava sua figura. Admirado pela aristocracia e pela corte papal, que o viam como o "príncipe dos pintores", foi encarregado pelo papa Júlio III de decorar com afrescos as salas do Vaticano hoje conhecidas como as "Stanze di Raffaello".
Em seus últimos anos (1518-1520), a intervenção do estúdio em seus trabalhos tornou-se mais significativa, como pode-se ver em obras como Il Spasimo da Sicília, para uma igreja de Palermo, e a Visitação, hoje abrigada pelo Museu do Prado em Madrid. Também a decoração do "Quarto de Constantino" no Vaticano foi executada inteiramente por seus pupilos, baseado em desenhos do mestre. Seus últimos trabalhos autorais foram o Auto-retrato com um amigo que se encontra no Louvre, o pequeno mas monumental A Visão de Ezequiel e a Transfiguração.
Rafael morreu em Roma no seu aniversário de 37 anos, (alegadamente apenas algumas semanas depois de Leão X apontá-lo como cardeal), acometido por uma febre causada por uma doença pulmonar após um encontro à meia-noite, e foi profundamente lamentado por todos aqueles que reconheciam sua grandeza. Seu corpo repousou por um certo tempo em uma das salas na qual ele havia demonstrado sua genialidade e foi honrado com um funeral público. Sua obra Transfiguração precedeu seu corpo durante a procissão fúnebre.
A "incansável mão da morte" (nas palavras de seu biógrafo) pôs um limite em suas conquistas e privou o mundo de um benefício maior de seus talentos, na idade em que a maioria dos outros homens começa a ser útil.
Rafael foi enterrado no Panteão de Roma, o mais honorável mausoléu na Itália, atendendo seu próprio pedido.
Em sua tumba foi colocada uma frase de Pietro Bembo em latim que diz: "Aqui jaz Rafael, que fez temer à Natureza por si fosse derrotada, em sua vida, e, uma vez morto, que morresse consigo".

## Principais obras
O primeiro trabalho, registrado de Rafael foi um altar para a Igreja de San Nicola da Tolentino na cidade de Castello, entre Perúgia e Urbino. A peça foi encomendada em 1500 e terminada um ano depois. Foi muito danificada por um terremoto em 1789, restando atualmente somente alguns fragmentos na Pinacoteca Tosio Martenigo, em Bréscia.
Outra peça importante de seus primeiros anos foi o altar de Oddi para a capela de mesmo nome na igreja de Francisco de Assis de Perúsia. Rafael, provavelmente como membro da oficina de Pietro Perugino, trabalhou também nos afrescos do Collegio del Cambio
O Casamento da Virgem, de 1504, foi sua principal obra desse período, ainda influenciado pelo estilo de Perugino. Logo depois Rafael concluiu três pequenos quadros: Visão de um Cavaleiro, As Três Graças e São Miguel. Neles já se expunha o seu estilo amadurecido e o frescor que lhe acompanharia a vida toda.

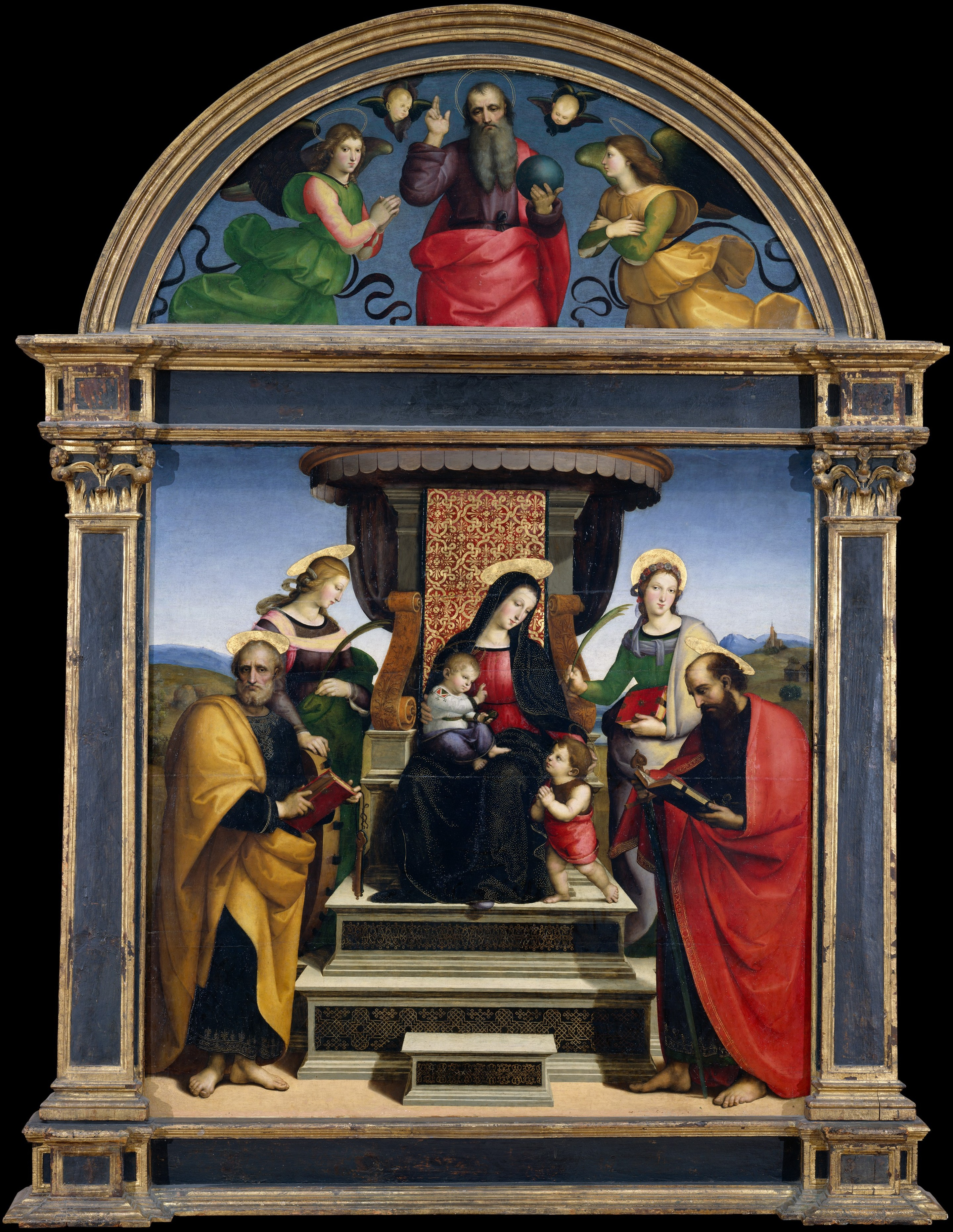
Madona e o Menino Entronados com Santos, 1505, Metropolitan Museum of Art
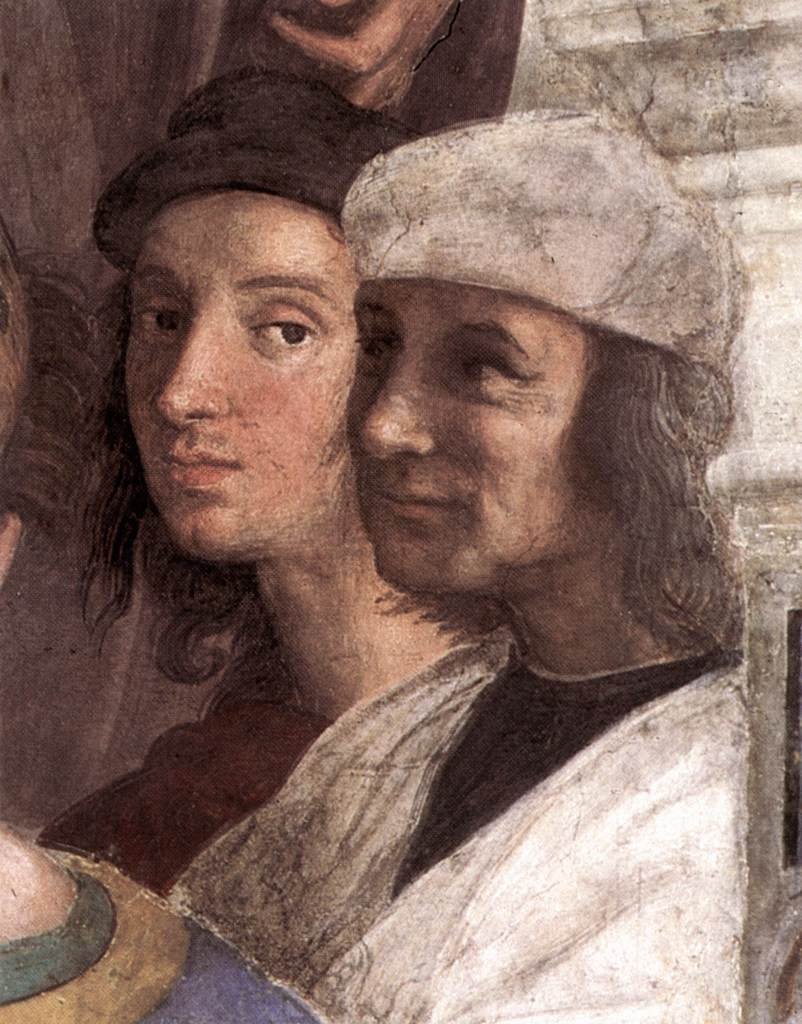
Escola de Atenas Detalhe - Autorretrato do autor
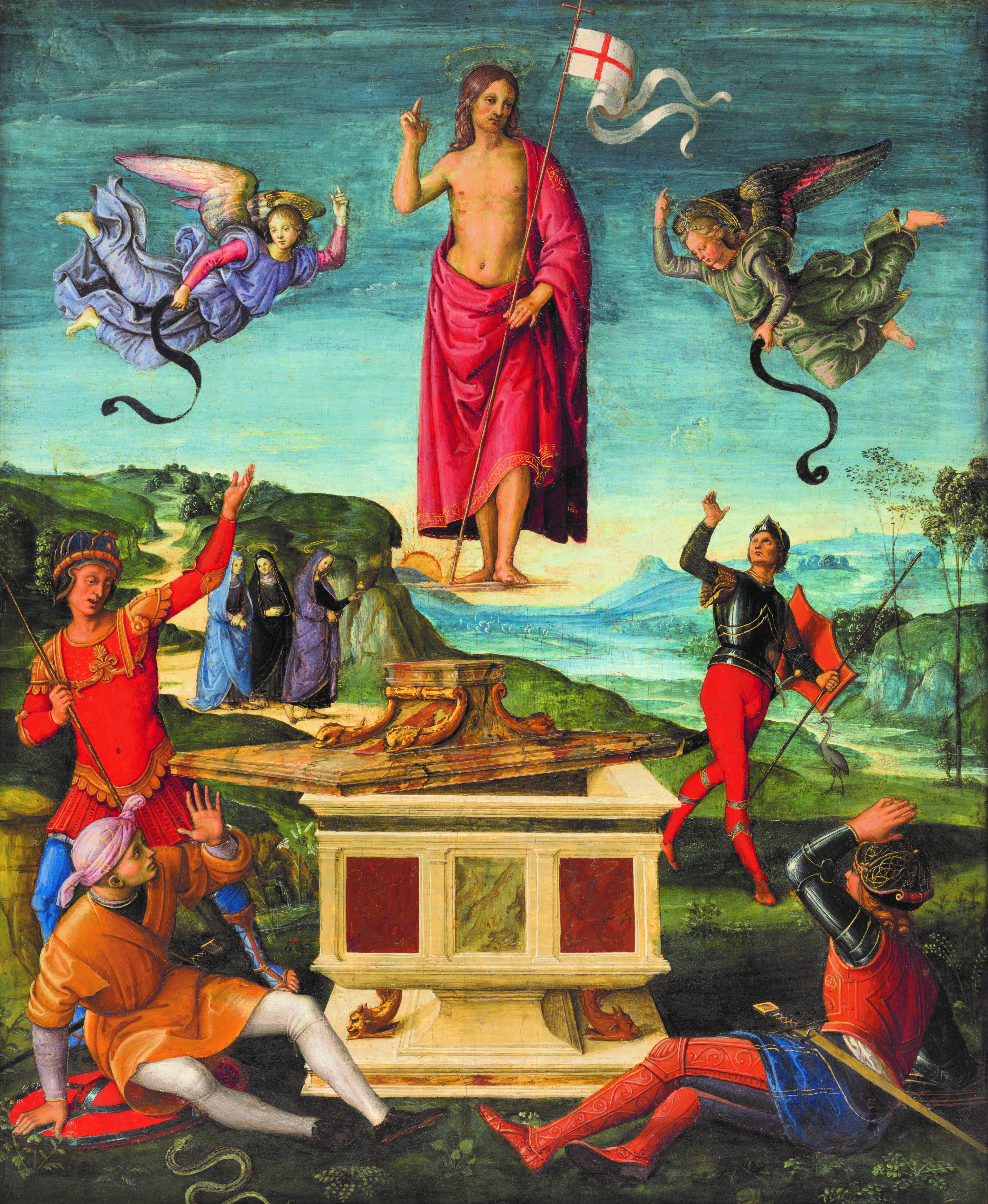
Ressurreição de Cristo, c. 1499/1502 Museu de Arte de São Paulo, São Paulo
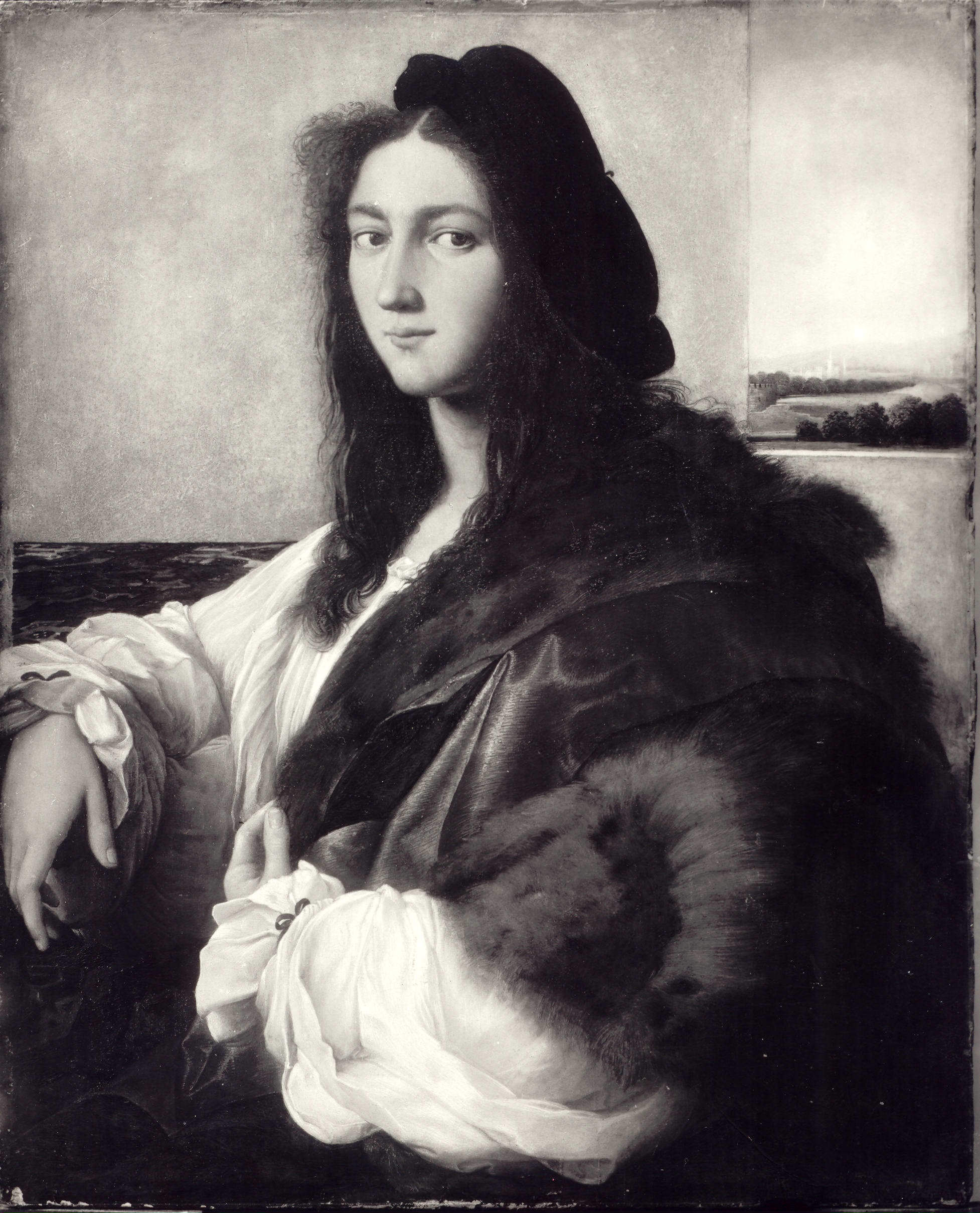
Francesco Maria della Rovere, 1514 Museu Czartoryski, Cracóvia
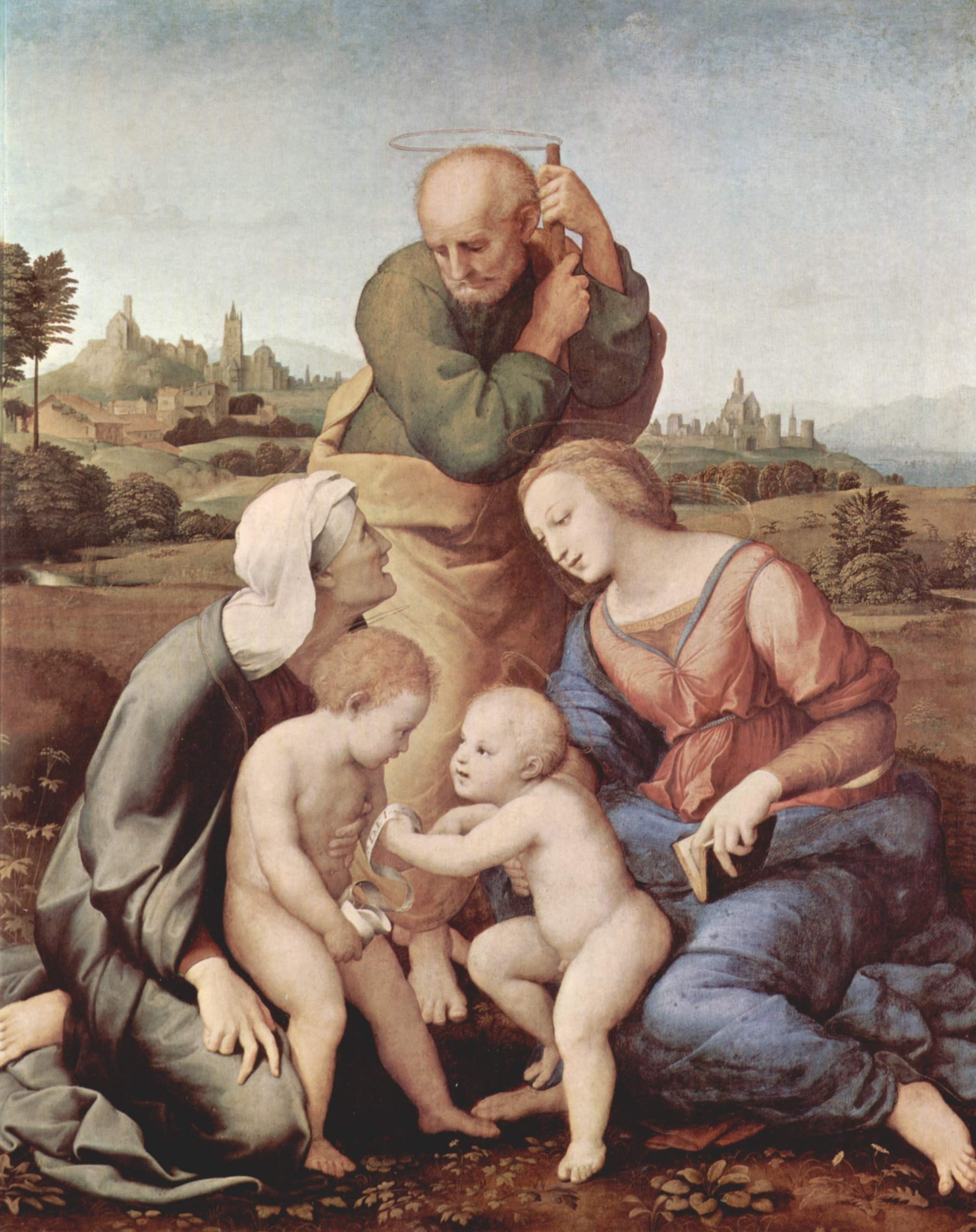
A Sagrada Família Canigiani, 1518 Antiga Pinacoteca, Munique
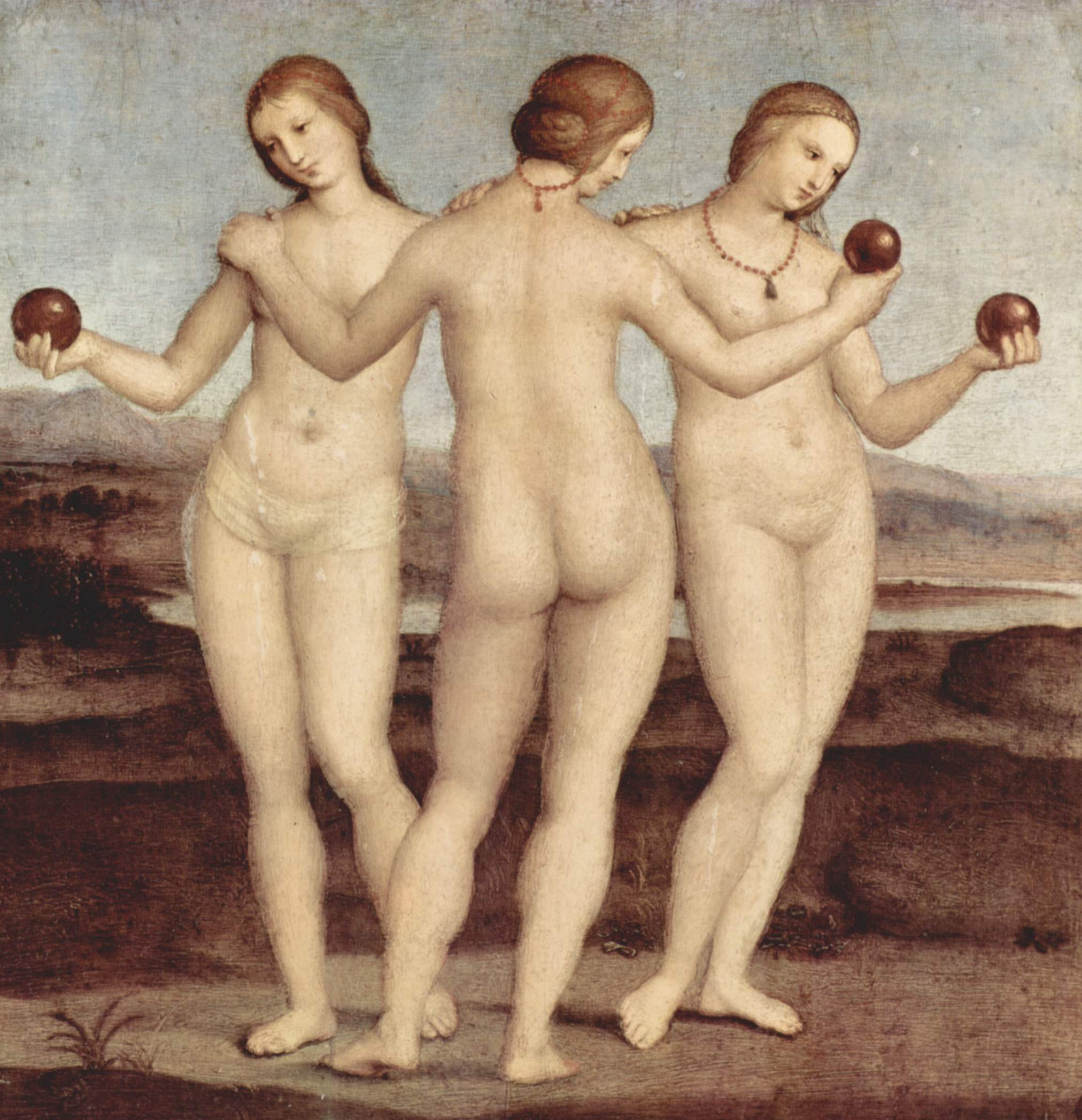
As Três Graças, c. 1503/4 Museu Condé, Chantilly
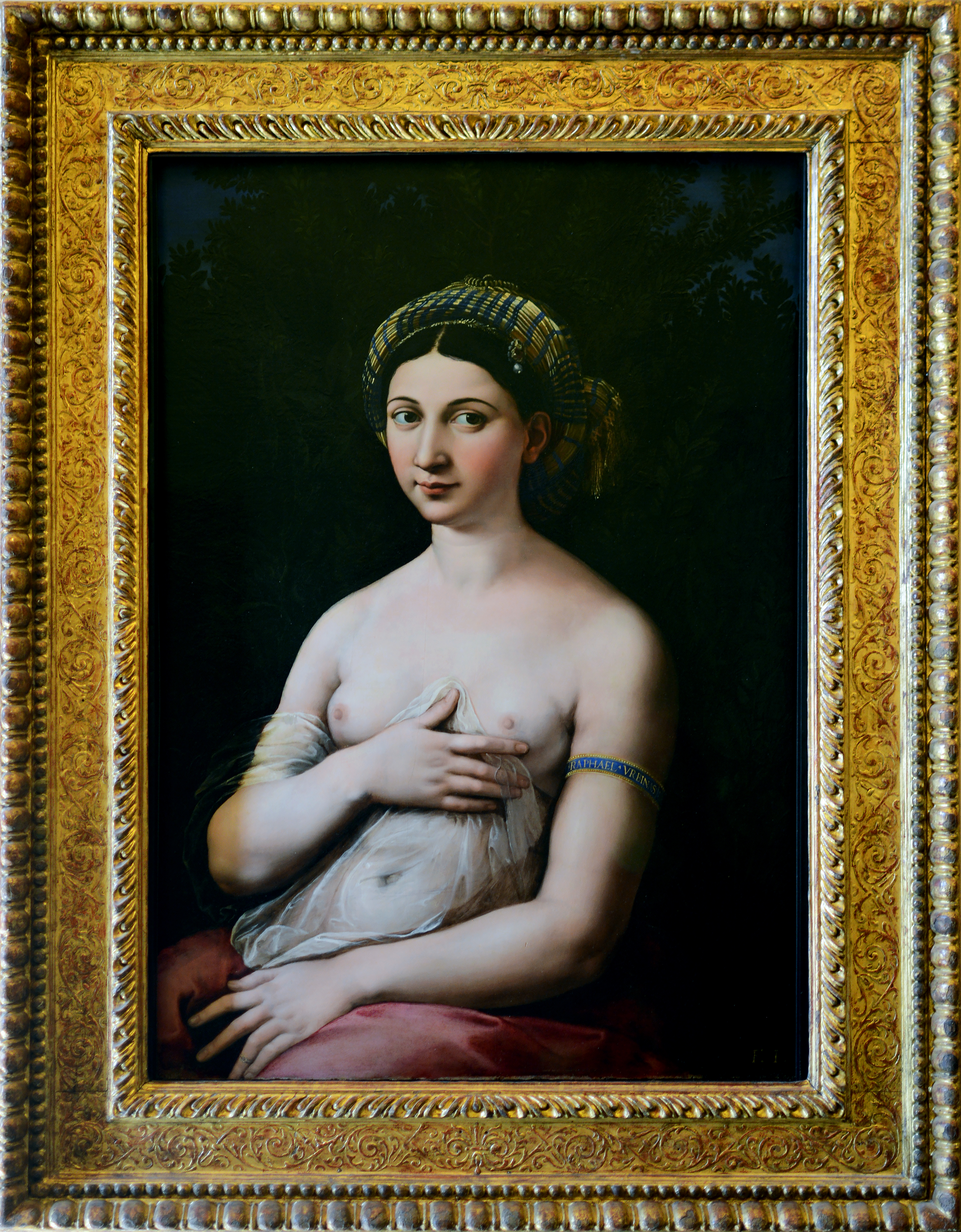
La Fornarina
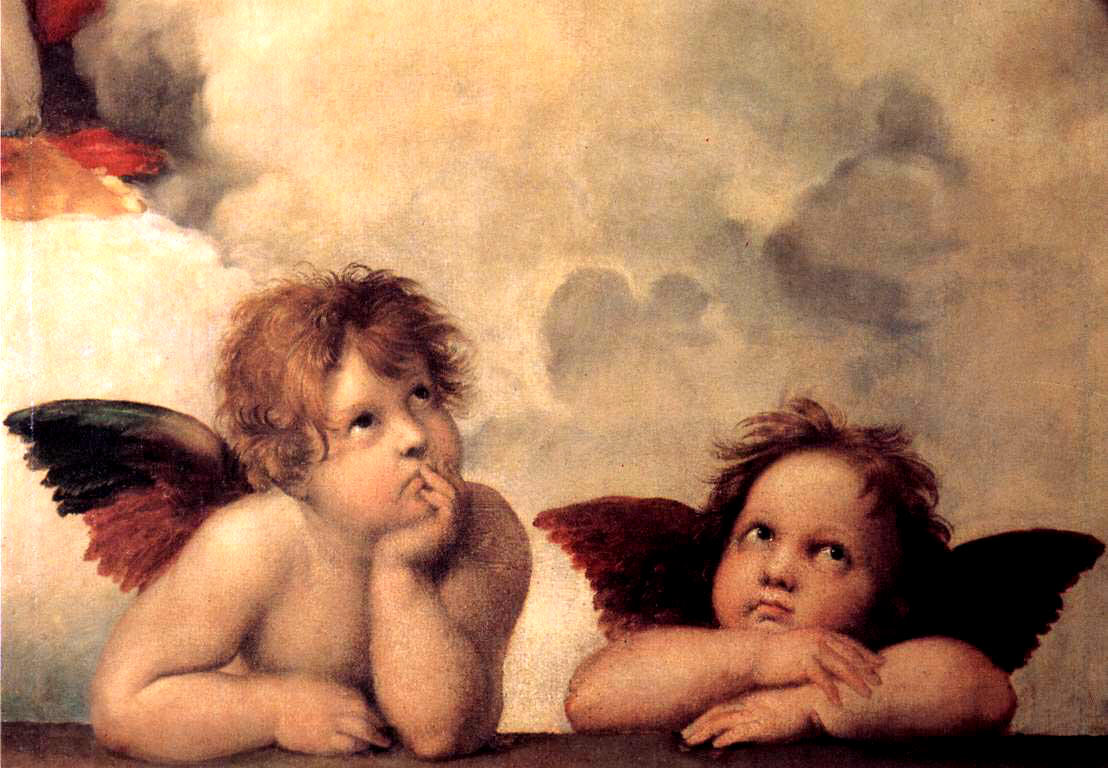
Madonna Sistina, detalhe Putti (querubins)
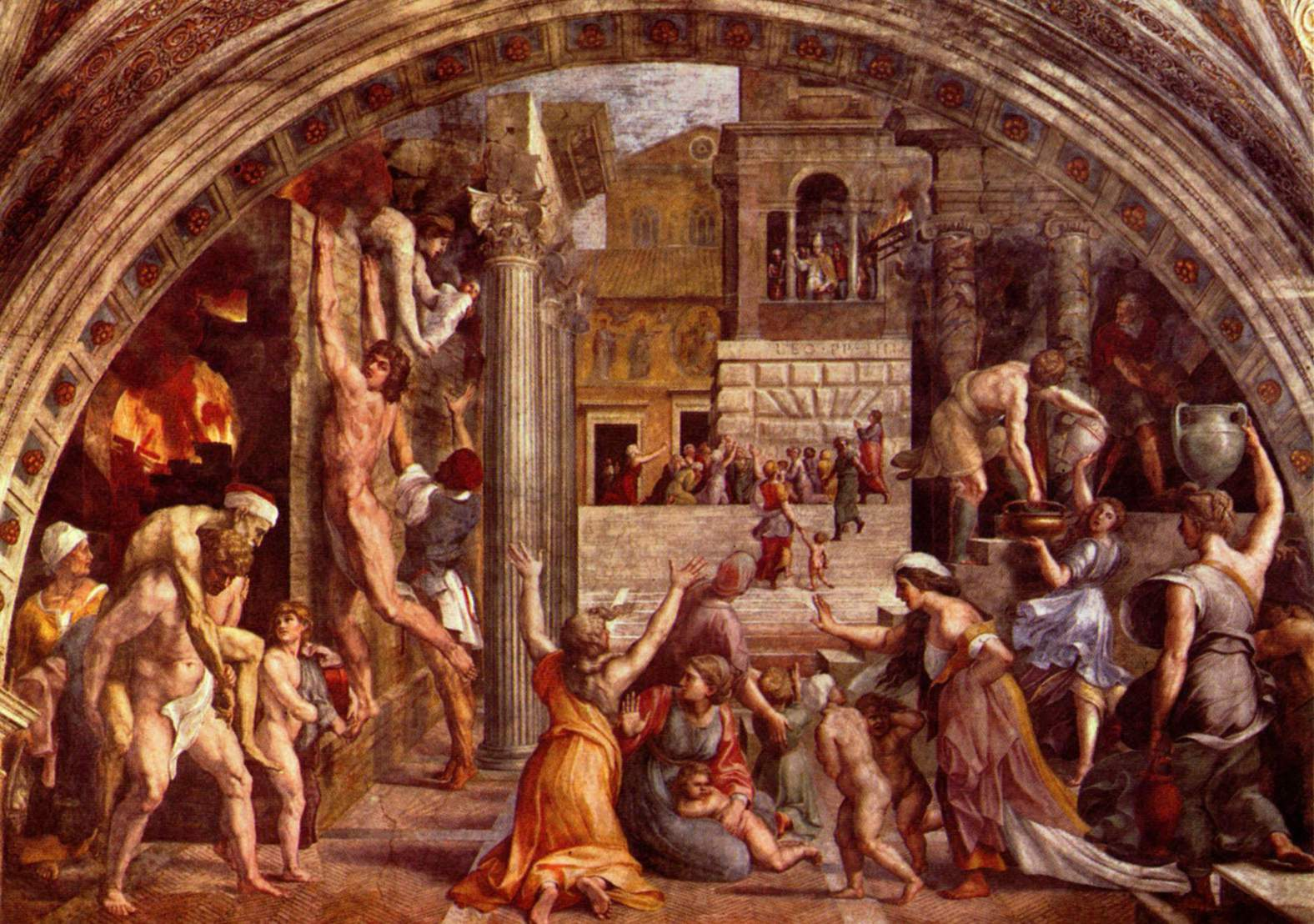
Stanza dell'Incendio di Borgo Museus Vaticanos
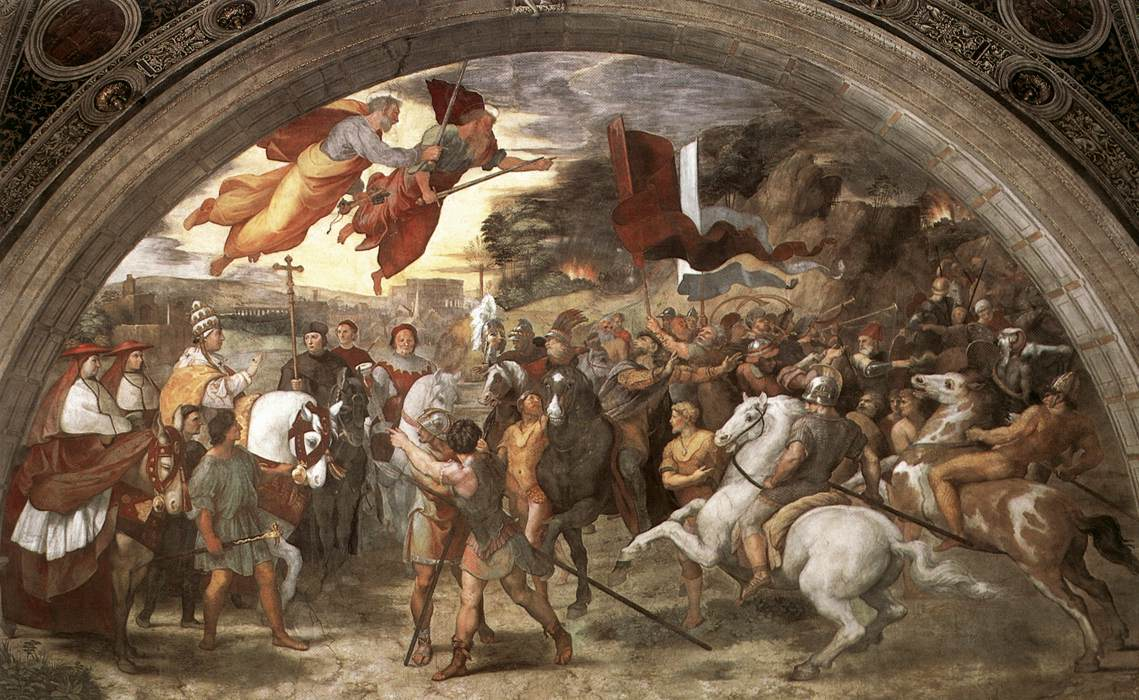
Leão X e Átila, Museus Vaticanos
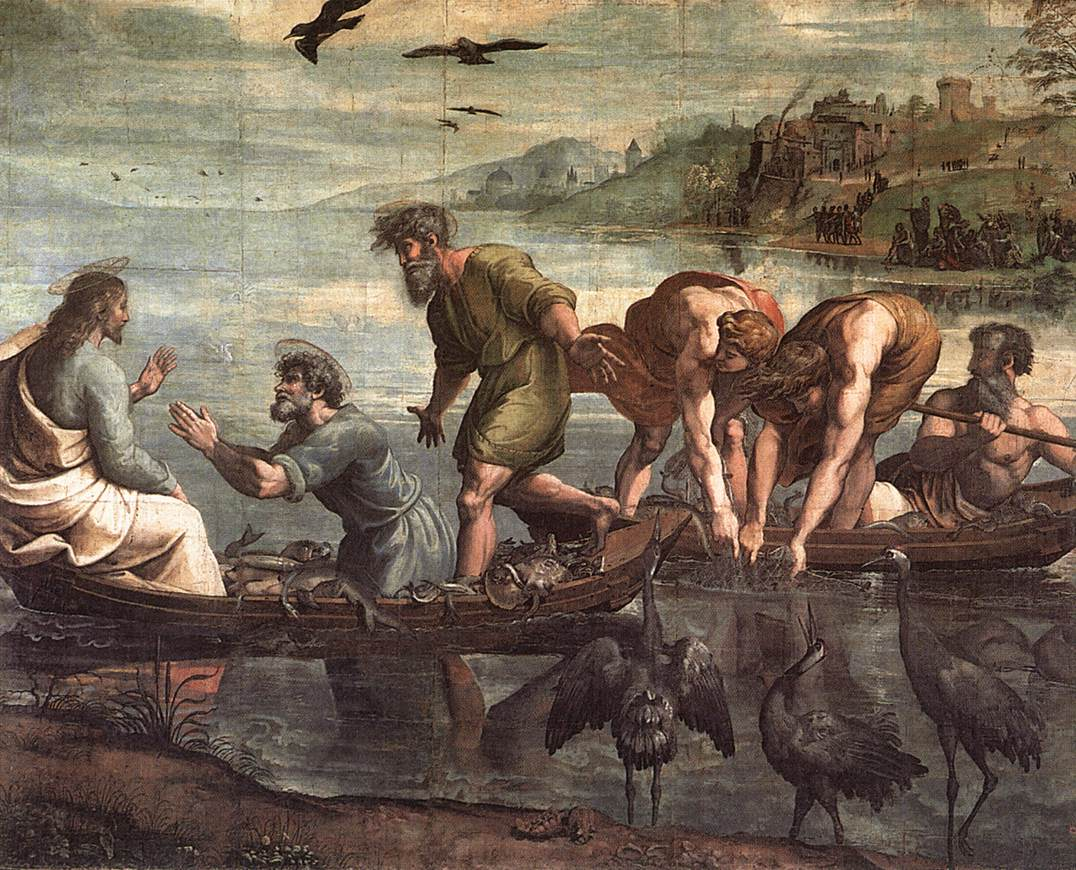
A multiplicação dos peixes, 1515
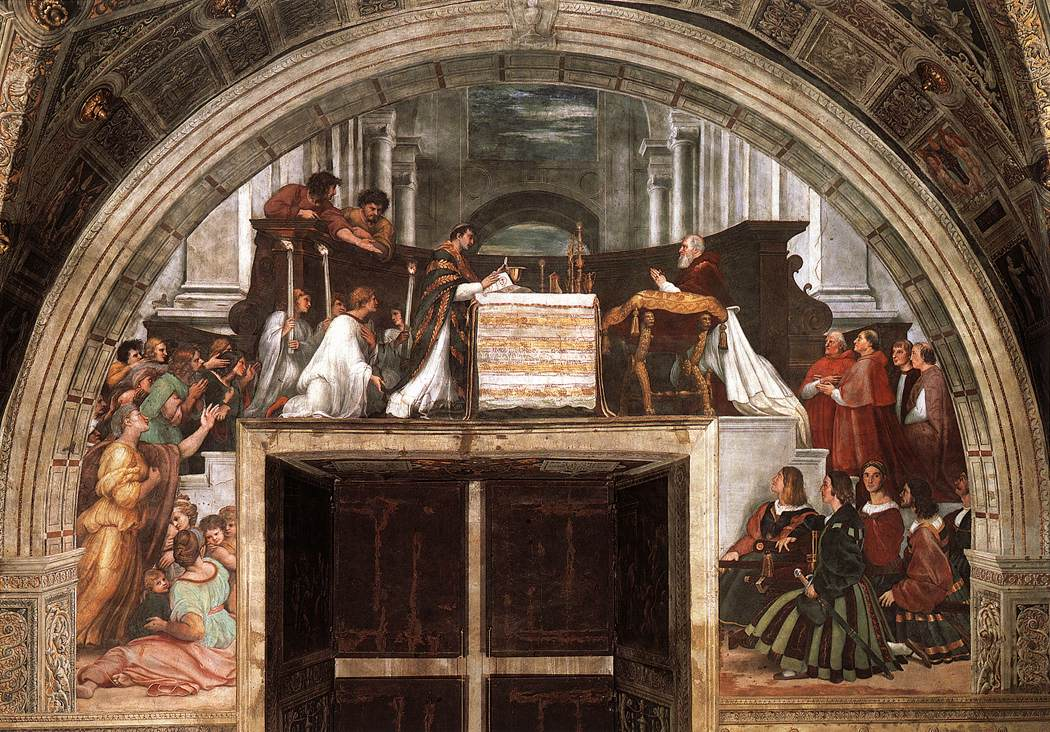
Missa em Bolsena, 1512, Museus Vaticanos
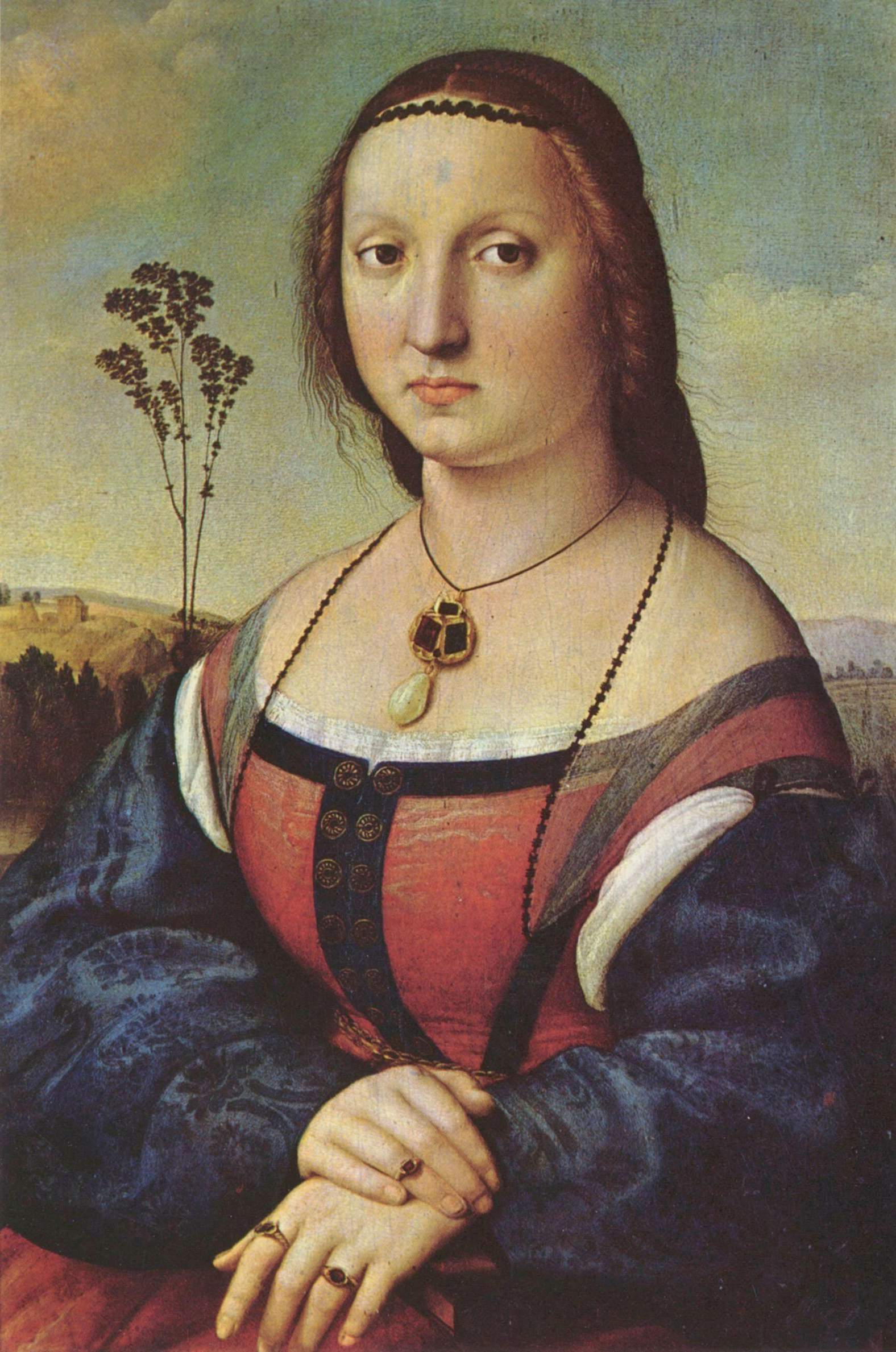
Retrato de Maddalena Doni, c. 1506 Galleria Palatina, Florença